# Lajos Nagy (écrivain)
 (août 2019).
Si vous disposez d'ouvrages ou d'articles de référence ou si vous connaissez des sites web de qualité traitant du thème abordé ici, merci de compléter l'article en donnant les références utiles à sa vérifiabilité et en les liant à la section « Notes et références ».
Dans le nom hongrois Nagy Lajos, le nom de famille précède le prénom, mais cet article utilise l’ordre habituel en français Lajos Nagy, où le prénom précède le nom.
Lajos Nagy ([lɒjoʃ], [nɒɟ]), né le 5 février 1883 à Apostag-Tabányitelek et mort le 28 octobre 1954 à Budapest, est un écrivain et journaliste hongrois. Il doit à ses nouvelles ses plus grands succès.

## Biographie
Enfant né hors mariage, il était le fils d'une servante, Júlia Nagy. L'identité de son père reste incertaine : il s'agirait selon les uns de Lajos Basa, le fils d'un pasteur réformé, selon les autres d'un fermier juif local du nom de Basch. Pendant sa scolarité, Lajos Nagy fut élevé par ses grands-parents. Il passa son baccalauréat en 1901 et, projetant au départ de devenir professeur de physique et mathématiques, il se forma néanmoins au droit. Parallèlement à ses études universitaires, il travailla dans des cabinets d'avocats et comme précepteur. En 1906, il exerça brièvement comme juge des nobles, quoiqu'il n'ait jamais obtenu son diplôme de droit.
Sa première nouvelle parut en 1907, son premier volume en 1911. Incorporé en 1915, il n'eut cependant pas à combattre sur le front et, au bout de deux ans, fut dispensé de service pour troubles nerveux.
Rédacteur à partir de 1918 du journal satirique Bolond Istók, il figura entre 1922 et 1929 parmi les principaux collaborateurs de la revue Occident (Nyugat). Pourtant, bien qu'il fût par son âge membre de leur génération, il ne fit jamais vraiment partie des écrivains du Nyugat. Il collabora par la suite à des journaux ayant pour titres Le Courrier du Soir (Az Esti Kurír), Ensemble (Együtt), 100%, La Revue Indépendante (A Független Szemle), Notre Temps (A Korunk), La Source (A Forrás) et travailla après 1945 au Peuple Libre (A Szabad Nép).
En 1935, il épousa Boris Szegedi (1895-1967), auteure de livres pour la jeunesse. En 1940, ne parvenant plus à subsister des revenus de sa plume, il ouvrit une librairie. En 1945, il entra au Parti communiste hongrois et fut considéré comme l'un des plus importants écrivains socialistes ; il n'en fut pas moins relégué au second plan au début des années 1950.
Par trois fois (en 1932, 1935 et 1938), le Prix Baumgarten lui fut décerné. En 1948, il fut l'un des lauréats de la première édition du Prix Kossuth.

## Œuvre

### Éditions originales
- Az asszony, a szeretője, meg a férje. Novellák; Politzer, Bp., 1911 (Modern könyvtár)
- Mariska és János. Elbeszélések; Athenaeum, Bp., 1913 (Modern könyvtár)
- A szobalány. Novellák; Tevan, Békéscsaba, 1913 (Tevan könyvtár)
- Egy leány, több férfi. Novellák; Tevan, Békéscsaba, 1915 (Tevan-könyvtár)
- Egy berlini leány; Galantai, Bp., 1917 (Galantai könyvtár)
- A jó fiú. Elbeszélés; Népszava, Bp., 1919 (Világosság-könyvtár)
- Képtelen természetrajz; Kultúra, Bp., 1921 (Tréfás könyvek)
- Találkozásaim az antiszemitizmussal; szerzői, Bp., 1922
- Kiskunhalom; Nyugat, Bp., 1934 (Nyugat könyvek)
- Uccai baleset. Novellák; Radó Ny., Bp., 1933
- Három magyar város; Kosmos, Bp., 1935 (Kis kosmos könyvek)
- Budapest nagykávéház; Nyugat, Bp., 1936
- A falu álarca; Nyugat, Bp., 1937
- Három boltoskisasszony. Regény; Singer-Wolfner, Bp., 1938
- Nagy Lajos különvéleménye. Június; Radó Ny., Bp., 1939
- Nagy Lajos különvéleménye. Augusztus; Radó Ny., Bp., 1939
- Nagy Lajos különvéleménye. Szeptember; Radó Ny., Bp., 1939
- Dunaparti szerelem. Regény; Centrum, Bp., 1941 (A Film Színház Irodalom regénymelléklete)
- Ruha teszi az embert; Hungária Ny., Bp., 1942 (Pepita regények)
- Kassák Lajos: Tavaszi felhők / Nagy Lajos: Prof. Csizmadia / Szántó György: Erdélyi biedermeier / Szép Ernő: Karacsné nagyasszony; Grafika Ny., Nagyvárad, 1942 (Örök betűk)
- Kalandos szekrény; Fabula, Bp., 1943 (Pepita regények)
- A csúnya lány; Bartl, Bp., 1943
- Vilma, az uzsorás; Aurora, Bp., 1943
- Hat kocka cukor; Aurora, Bp., 1943
- A titokzatos idegen; Áchim, Bp., 1943 (Százezrek könyve)
- Ha pénz van a zsebben; Áchim, Bp., 1943 (Százezrek könyve)
- A süket asszony. Regény; Rubletzky, Bp., 1943 (Budapesti regények)
- Szatírvadászat a Tölgyligetben. Regény; Rubletzky, Bp., 1943 (Budapesti regények)
- Fő az illúzió; Áchim, Bp., 1943 (Százezrek könyve)
- Pincenapló; ill. Toncz Tibor; Hungaria, Bp., 1945
- A tanítvány. Regény; Hungária, Bp., 1945
- Falu; ill. Dési-Huber István; Szikra, Bp., 1946
- Emberek, állatok. Mese és valóság; Irodalmi Intézet, Bp., 1948 (Pesti könyvtár)
- Január; Szikra, Bp., 1948
- Farkas és bárány; Révai, Bp., 1949
- 1919 május. Válogatott elbeszélések; sajtó alá rend. Barát Endre; Szikra, Bp., 1950
- Tanyai történet. Elbeszélések; Szépirodalmi, Bp., 1951 (Szépirodalmi kiskönyvtár)
- A rémhír. Négy jelenet; rendezői útmutató Csajági János; Művelt Nép, Bp., 1953 (Színjátszók könyvtára)
- Válogatott elbeszélések; Szépirodalmi, Bp., 1953
- Tanyai történet. Színmű; Népszava, Bp., 1953 (Műsorfüzet)
- Új vendég érkezett. Színmű; Népszava, Bp., 1954 (Színjátszók könyvtára)
- A menekülő ember. Önéletrajz; Művelt Nép, Bp., 1954
- Egy lány a századfordulón; Szépirodalmi, Bp., 1955 (Nagy Lajos művei)
- Válogatott elbeszélések. 1907-1953. 1-3.; vál., sajtó alá rend. Vargha Kálmán; Szépirodalmi, Bp., 1956 (Nagy Lajos művei)
- Válogatott karcolatok; vál., sajtó alá rend., jegyz., utószó Gordon Etel; Szépirodalmi, Bp., 1957 (Nagy Lajos művei)
- Vadember; Szépirodalmi, Bp., 1959 (Nagy Lajos művei)
- Író, könyv, olvasó. Válogatott cikkek és tanulmányok, 1-2.; gyűjt., vál., sajtó alá rend., jegyz., utószó Gordon Etel; Szépirodalmi, Bp., 1959 (Nagy Lajos művei)
- Nagy Lajos válogatott művei; vál., sajtó alá rend., bev. Kardos Pál; Szépirodalmi, Bp., 1962 (Magyar klasszikusok)
- Élőkről jót vagy semmit!; vál., szerk., utószó Gordon Etel, ill. Szántó Piroska; Szépirodalmi, Bp., 1967
- Egyiptomi íródeák; vál., sajtó alá rend. Kónya Judit; Szépirodalmi, Bp., 1979
- A hűséges szegényember. Novella- és karcolatgyűjtemény; vál., szerk., utószó Ruzsicska Mária; Népszava, Bp., 1983 (Népszava könyvtár)
- Szállás egy éjszakára. Elbeszélések, karcolatok; vál., előszó Bálint Tibor; Kriterion, Bukarest, 1985
- Tízezer kilométer Szovjetoroszország földjén; sajtó alá rend. Kónya Judit; Interart–Szépirodalmi, Bp., 1989 (Visszatérés...)
- Nagy Lajos; vál., szerk., bev., jegyz. Tarján Tamás; Alexandra, Pécs, 2002 (Kossuth-díjas írók)
- Razzia. Válogatott novellák; vál. Réz Pál; Noran, Bp., 2008
- Képtelen természetrajz és más karcolatok; vál., utószó Gordon Etel, ill. Réber László; 3. jav. kiad.; Holnap, Bp., 2009
- A szobalány. Novellák; Tevan Alapítvány, Bp., 2011 (Tevan könyvtár)

### Rééditions
(Nagy Lajos művei, szerk. Kónya Judit, Szépirodalmi, Bp., 1981-1986)
- A falu meg a város. Szociográfiai írások; gyűjt., szöveggond., jegyz. Kónya Judit; Szépirodalmi, Bp., 1981
- A vadember; gyűjt., szöveggond., jegyz. Kónya Judit; Szépirodalmi, Bp., 1981
- Egy lány a századfordulón; szerk., szöveggond., jegyz. Kónya Judit; Szépirodalmi, Bp., 1982
- Fő az illúzió; gyűjt., szöveggond., jegyz. Kónya Judit; Szépirodalmi, Bp., 1982
- A lázadó ember; szöveggond., jegyz. Kónya Judit; Szépirodalmi, Bp., 1983
- A menekülő ember; szöveggond., jegyz. Kónya Judit; Szépirodalmi, Bp., 1984 (Nagy Lajos művei)
- Meggyalázott vágy. Elbeszélések, 1907-1920; gyűjt., szöveggond., jegyz. Kónya Judit; Szépirodalmi, Bp., 1985
- Jeremiáda. Elbeszélések 1921-1930; gyűjt., szöveggond., jegyz. Kónya Judit; Szépirodalmi, Bp., 1986

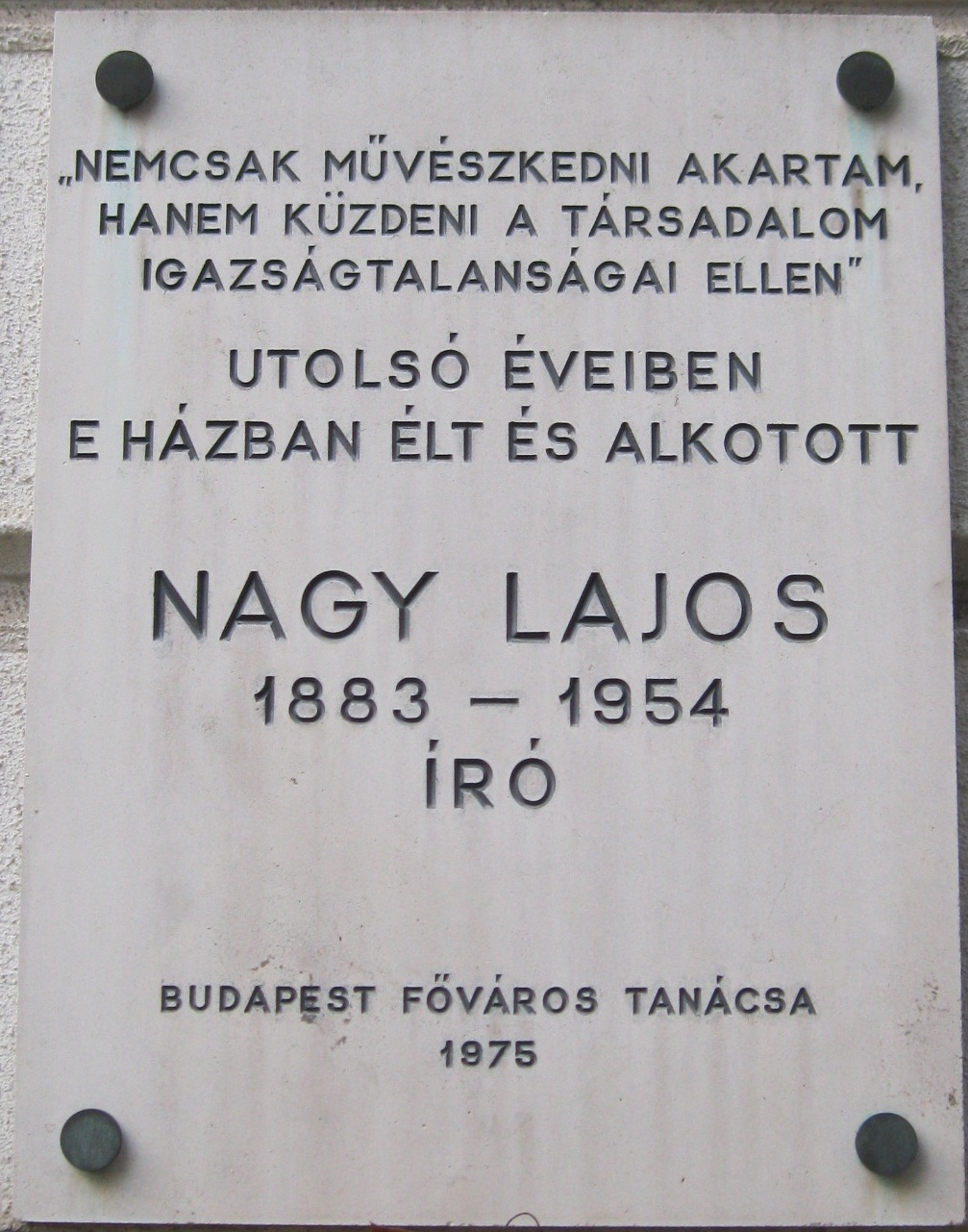
Plaque apposée sur le dernier domicile de Lajos Nagy
à Budapest, II. ker., Házmán utca 10.
"Je n'ai pas seulement voulu faire de l'art mais aussi lutter contre les injustices de la société"

### Œuvres traduites en français
- Juillet 1930 / trad. Joëlle Dufeuilly // Cahiers d’études hongroises, no 5. – Paris, 1993. – p. 302-304
- Le Grand café Budapest (Budapest Nagykávéház) (extrait) / trad. Chantal Philippe // Les Cafés littéraires de Budapest. – Nantes : Le Passeur / Cecofop, 1998. – p. 49-61
- Le Bestiaire saugrenu (Képtelen Természetrajz) / trad. Jean-Louis Pasteur (2006-2020) // Edition intégrale du centenaire, 2021 - En lecture libre et présentation bilingue sur site Internet dédié

## Hommages posthumes
- A Apostag, le village de ses parents, le groupe scolaire porte son nom.
- Un prix littéraire, le Nagy Lajos-díj (hu), porte son nom.